# Yorii
Yorii (寄居町 Yorii-machi?) es un pueblo en la prefectura de Saitama, Japón, localizado en la parte central de la isla de Honshū, en la región de Kantō. El 1 de marzo de 2021 tenía una población estimada de 32 172 habitantes y una densidad de población de 501 personas por km².

## Geografía
Yorii está localizado en el oeste de la prefectura de Saitama, en el tramo central del río Arakawa, unos 70 kilómetros del centro de Tokio. Limita con la ciudad de Fukaya y con los pueblos de Misato, Ranzan, Ogawa, Minano, Nagatoro y Higashichichibu.

## Historia
Yorii se desarrolló como una estación en la ruta de peregrinación a los templos del área de Chichibu desde el período Kamakura, y fue una ciudad del castillo Hachigata durante el período Sengoku. El pueblo de Yorii fue creado dentro del distrito de Hanzawa el 1 de abril de 1889. El distrito de Hanzawa fue abolido en 1896 y pasó a formar parte del distrito de atosato. En febrero de 1955, el pueblo se expandió anexando las villas vecinas de Orihara, Hachigata, Obusuma y Yodo.

## Demografía
Según los datos del censo japonés, la población de Yorii se ha mantenido estable en los últimos 30 años.
| Gráfica de evolución demográfica de Yorii entre 1945 y 2015 |
|                                                             |
| Oficina de Estadística de Japón                             |